# Philipp Nimmermann

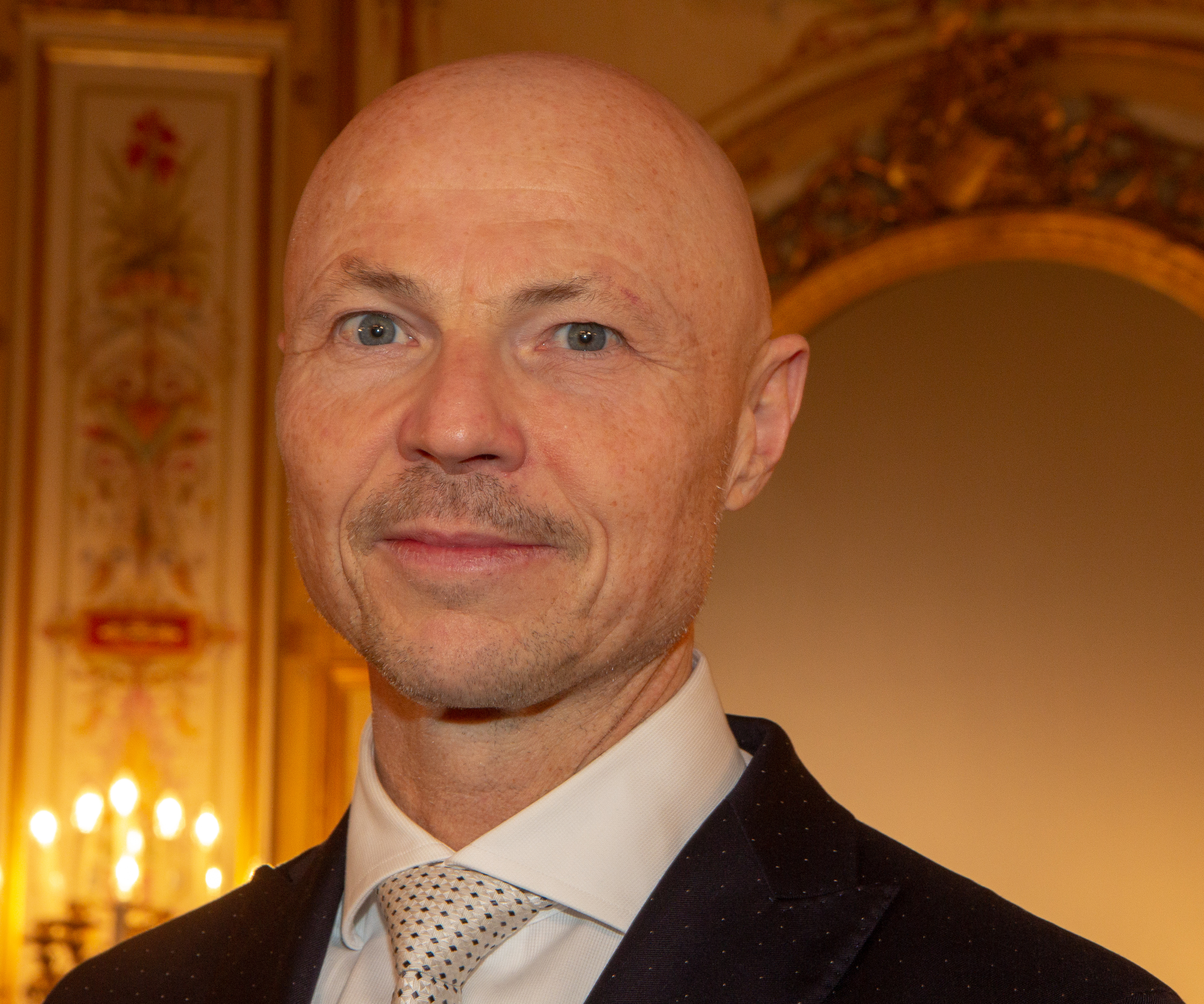
Philipp Nimmermann, 2019

Philipp Peter Nimmermann (* 2. Januar 1966 in West-Berlin) ist ein deutscher Ökonom. Er war von 2023 bis 2025 Staatssekretär im Bundesministerium für Wirtschaft und Klimaschutz. Zuvor war er von Januar 2019 bis Mai 2023 Staatssekretär im Hessischen Ministerium für Wirtschaft, Energie, Verkehr und Wohnen und von Oktober 2014 bis Januar 2019 Staatssekretär im Finanzministerium des Landes Schleswig-Holstein. Nimmermann ist Mitglied von Bündnis 90/Die Grünen.

## Leben
Nimmermann wuchs ab 1970 in Frankfurt am Main auf. Nach dem Abitur 1985 an der Frankfurter Bettinaschule absolvierte er von 1987 bis 1992 ein volkswirtschaftliches Studium an der Goethe-Universität Frankfurt, das er als Diplom-Volkswirt abschloss. Er wurde 1999 mit einer Arbeit über Die Besteuerung internationaler Faktoreinkommen promoviert. Er war ab 1999 bei der BHF-Bank beschäftigt und durchlief dort eine Karriere bis zum Chefvolkswirt ab 2013. Von Oktober 2014 bis Januar 2019 amtierte er als Staatssekretär im Finanzministerium des Landes Schleswig-Holstein.
Im Hessischen Ministerium für Wirtschaft, Energie, Verkehr und Wohnen wurde Philipp Nimmermann bei der Bildung des Kabinetts Bouffier III am 18. Januar 2019 zum Staatssekretär des Ministers Tarek Al-Wazir ernannt. Er übernahm in diesem Ministerium als Kollege von Jens Deutschendorf die Zuständigkeiten für Wirtschaft, den Frankfurter Finanzplatz und die interne Organisation. In der Funktion war er unter anderem für Corona-Hilfen sowie Härtefallfonds in der Energiepreiskrise verantwortlich.
Mit Wirkung vom 30. Mai 2023 wurde er unter Bundesminister Robert Habeck (Bündnis 90/Die Grünen) als Nachfolger von Patrick Graichen zum Staatssekretär im Bundesministerium für Wirtschaft und Klimaschutz ernannt. Im Zuge der Bildung des Kabinetts Merz schied er im Mai 2025 aus dem Amt des Staatssekretärs aus.
Nimmermann ist verheiratet und hat zwei Kinder.